# Deleastarto
Deleastarto (ou Deleastartus) era um rei de Tiro e o segundo dos quatro irmãos que governavam. As informações sobre ele foram inferidas da reconstrução de Frank M. Cross com base nas citações de Flávio Josefo do autor fenício Menandro de Éfeso. No texto o nome de Deleastartus e o patronímico do segundo dos quatro irmãos a receber a realeza de Tiro, enquanto o primeiro irmão, aquele que matou Abdastartus para iniciar a dinastia, não tem nome (Frank M. Cross conseguiu a restauração do nome de Astartus como o nome do primeiro irmão).